# Futbolnaja nacionalnaja liga
Futbolnaja nacionalnaja liga (rusky: Первенство Футбольной национальной лиги), dříve nazývána jako Pervyj divizion (rusky: Первый дивизион) je druhá nejvyšší fotbalová soutěž pořádaná na území Ruska. Pořádá se od roku 1992.

## Názvy soutěže
Zdroj: 
- 1992–1997: Pervaja liga
- 1998–2010: Pervyj divizion
- 2010–2022: Futbolnaja nacionalnaja liga

V dubnu 2022 bylo soutěži navráceno historické jméno Pervaja liga (Первая лига). Titulárním partnerem soutěže se v červnu 2022 stala sázková kancelář Melbet (Мелбет).